# 張顯 (弘治進士)
張顯（1452年—？），字晦夫，山東兖州府濟寧州人，民籍，明朝政治人物。

## 生平
山東鄉試第六名舉人。弘治六年（1493年）中式癸丑科會試第一百九十二名，三甲第四十名進士。七年二月授翰林院检讨，侍涇王朱祐橓讲读。十一年九月升涇王府左長史，随涇王之國。十五年八月以贪暴被逮问。

## 家族
曾祖張義；祖父張溥；父張昇，母馬氏。